# Baulou
 Baulou  es una población y comuna francesa, en la región de Mediodía-Pirineos, departamento de Ariège, en el distrito de Foix y cantón de Foix-Rural.
En el año 1901, en el curso de unas obras, se descubrió por casualidad un mamut, qué está expuesto 
al público en el Parque pirenaico del arte prehistórico.

## Demografía
| 157 | 144 | 123 | 114 | 130 | 146 |
| Para los censos de 1962 a 1999 la población legal corresponde a la población sin duplicidades (Fuente: INSEE [Consultar]) |     |     |     |     |     |